# Scorpiops nagphani
Espèce
Scorpiops nagphani est une espèce de scorpions de la famille des Scorpiopidae.

## Distribution
Cette espèce est endémique du Maharashtra en Inde. Elle se rencontre dans le district de Pune vers Nigdale.

## Description
Le mâle holotype mesure 41,52 mm, les mâles mesurent de 39,37 à 44,73 mm et les femelles de 36,46 à 45,57 mm.

## Publication originale
- Sulakhe, Deshpande, Dandekar, Padhye & Bastawade, 2021 : « Four new lithophilic species of Scorpiops Peters, 1861 (Scorpiones: Scorpiopidae) from peninsular India. » Euscorpius, no 337, p. 1-49 (texte intégral).